# Curranops scutellaris
Curranops scutellaris är en tvåvingeart som först beskrevs av Daniel William Coquillett 1900.  Curranops scutellaris ingår i släktet Curranops och familjen fläckflugor.
Artens utbredningsområde är Oregon. Inga underarter finns listade i Catalogue of Life.